# Kazuki Iimura
Kazuki Iimura (飯村 一輝, Iimura Kazuki), né le 27 décembre 2003 à Kyoto, est un escrimeur japonais, champion du monde de fleuret par équipes.

## Carrière
Iimura est initié à l'escrime en primaire. Il s'entraîne pendant une période inhabituellement longue avec une poignée française (droite) avant de passer, comme tous les fleurettistes de haut niveau, à la poignée crosse.
En 2022, Iimura devient champion du monde junior en individuel. Il est le troisième Japonais titré au fleuret après Suguru Awaji et Takahiro Shikine. Cette même année, il s'était placé sur le podium d'une étape de Coupe du monde, à Belgrade, et remporte ensuite le championnat d'Asie par équipes. 
Aux Championnats du monde d'escrime 2023 à Milan, Iimura, accompagné de Kyōsuke Matsuyama, Takahiro Shikine et Kenta Suzumura, emporte la médaille d'or de l'épreuve par équipes, une première pour le Japon aux championnats du monde, sur un podium entièrement asiatique devant la Chine et Hong Kong. Avec ce résultat et de bonnes performances en Coupe du monde, le Japon se qualifie sans difficulté, à la première place du classement mondial, pour les Jeux olympiques de Paris 2024.

## Palmarès
- Championnats du monde d'escrime
  -  Médaille d'or par équipes aux championnats du monde 2023 à Milan

- Championnats d'Asie d'escrime
  -  Médaille d'or par équipes aux championnats d'Asie 2022 à Séoul
  -  Médaille d'or par équipes aux championnats d'Asie 2023 à Wuxi

## Classement en fin de saison
| Année | 2019 | 2020 | 2021 | 2022 | 2023 |
| ----- | ---- | ---- | ---- | ---- | ---- |
| Rang  | 252  | 168  | 144  | 25   | 28   |